# Magic Johnson
Earvin "Magic" Johnson Jr. (sinh 14 tháng 8 năm 1959) là một vận động viên bóng rổ chuyên nghiệp của Mỹ, chơi ở vị trí hậu vệ dẫn bóng cho đội Los Angeles Lakers thuộc National Basketball Association (NBA) trong 13 mùa. Sau khi thắng các giải vô địch trung học và đại học, Johnson được tuyển chọn đầu tiên vào đội Lakers trong NBA draft năm 1979. Ông đã giành chức vô địch và được bình chọn NBA Finals Most Valuable Player Award ngay trong năm đầu tiên tham dự, và giành được bốn giải vô địch nữa với đội Lakers trong những năm 80. Johnson đã nghỉ hưu đột ngột vào năm 1991 sau khi tuyên bố rằng ông đã nhiễm HIV, 
nhưng sau đó ông trở lại chơi trong trận 1992 All-Star Game, và được bầu chọn là All-Star MVP Award. 
Sau khi bị các vận động viên bóng rổ khác phản đối, ông đã nghỉ hưu một lần nữa, nhưng trở lại vào năm 1996 ở tuổi 36 để chơi 32 trận cho đội Lakers trước khi nghỉ hưu lần thứ ba và là lần cuối.
Thành tựu sự nghiệp của Johnson bao gồm ba giải thưởng NBA MVP, chín lần xuất hiện trong các trận NBA Finals, 12 trận All-Star, và 10 lần được đề cử vào danh sách đội hình tiêu biểu All-NBA. 
Ông đứng đầu về số lần kiến tạo trong 4 mùa giải, 
và là vận động viên đứng đầu mọi thời đại của NBA với số lần kiến tạo trung bình mỗi trận ở mức 11.2. 
Johnson là một thành viên của 1992 United States men's Olympic basketball team ("The Dream Team"), 
đã giành huy chương vàng Olympic vào năm 1992. Sau khi rời NBA vào năm 1992, Johnson thành lập Magic Johnson All-Stars, 
một đội bóng rổ đi du lịch khắp thế giới chơi các trận đấu biểu diễn. Johnson đã được vinh danh là một trong 50 Greatest Players in NBA History vào năm 1996.

## Sách

### Tiểu sử
Johnson's autobiography is Johnson, Earvin (1992).Magic Johnson: My Life. Random House.ISBN 0-449-22254-3. Other biographies include:
- Haskins, James (1981). Magic: A Biography of Earvin Johnson. Hillside, New Jersey: Enslow Publishers.ISBN 0-89490-044-7.
- Gutman, Bill (1991). Magic: More Than a Legend. New York, New York: Harper Paperbacks.ISBN 0-06-100542-8.
- Morgan, Bill (1991). The Magic: Earvin Johnson.ISBN 0-606-01895-6.
- Gutman, Bill (1992). Magic Johnson: Hero On and Off the Court. Brookfield, Connecticut: Millbrook Press.ISBN 1-56294-287-5.
- Johnson, Rick L. (1992). Magic Johnson: Basketball's Smiling Superstar. New York, New York: Dillon Press.ISBN 0-87518-553-3.
- Rozakis, Laurie (1993). Magic Johnson: Basketball Immortal. Vero Beach, Florida: Rourke Enterprises.ISBN 0-86592-025-7.
- Schwabacher, Martin (1993). Magic Johnson (Junior World Biographies). New York, New York: Chelsea Juniors.ISBN 0-7910-2038-X.
- Bork, Günter (1994). Die großen Basketball Stars. Copress-Verl.ISBN 3-7679-0369-5. (German)
- Frank, Steven (1994). Magic Johnson (Basketball Legends). New York, New York: Chelsea House Publishers.ISBN 0-7910-2430-X.
- Bork, Günter (1995). Basketball: Sternstunden. Copress-Verl.ISBN 3-7679-0456-X. (German)
- Blatt, Howard (1996). Magic! Against The Odds. New York, New York: Pocket Books.ISBN 0-671-00301-1.
- Rosner, Mark (1999). Michael MacCambridge, ed. Earvin "Magic" Johnson: The Star of Showtime.New York: Hyperion ESPN Books. pp. 251–52. (In ESPN SportsCentury)
- Gottfried, Ted (2001). Earvin Magic Johnson: Champion and Crusader. New York, New York: F. Watts.ISBN 0-531-11675-1.

### Sách hướng dẫn
- Johnson, Earvin "Magic" (1992). Magic's Touch: From Fundamentals to Fast Break With One of Basketball's All-Time Greats. Reading, Mass.: Addison-Wesley Pub.Co. ISBN 0-201-63222-5.
- Johnson, Earvin "Magic" (1996). What You Can Do to Avoid AIDS. New York: Times Books.ISBN 0-8129-2844-X.
  - Updated version of Johnson, Earvin "Magic" (1992).Unsafe Sex in the Age of AIDS. New York: Times Books.ISBN 0-8129-2063-5.